# Nickol Sinchi
Glenda Nickol Sinchi Urbano (Villa El Salvador, Lima; 31 de enero de 1999) es una cantante peruana de cumbia que obtuvo reconocimiento por haber sido integrante de la agrupación musical Corazón Serrano, donde permaneció entre los años 2014 y 2023. Actualmente se desempeña como solista con su propio grupo Nickol Sinchi & Orquesta.

## Biografía

### 1999-2013: Primeros años
Glenda Nickol Sinchi Urbano nació el 31 de enero de 1999 en Villa El Salvador, distrito de la capital peruana Lima, proveniente de una familia de clase baja. Vivió sus primeros años en su ciudad natal y a la edad de 15 años se fue a Piura a vivir con los hermanos Guerrero Neyra. Es ahí que a sus 20 años comenzó a estudiar la carrera de administración de empresas, la cual prometió concluirla.
Desde temprana edad mostró su interés por el canto con la colaboración de su padre Agustín Sinchi, quién en varias entrevistas la cantante dijo que era músico frustrado.

### 2014-2023: Corazón Serrano
Es en el año 2013 cuando Sinchi de sólo 14 años ingresa al casting para formar parte de la agrupación musical de cumbia peruana Corazón Serrano sin conseguir el éxito.Al año siguiente, Sinchi junto a su familia fueron a un concierto en su zona donde se presentó el conjunto mencionado, en el cual fue invitada a subir al escenarioy tiempo después fue presentada de manera oficial en noviembre de 2014 como la nueva integrante. Con el grupo musical popularizó con los temas musicales «Malo muy malo»,«Olvídate de mi»[cita requerida], «Aun te sigo amando» y «Vuelve»[cita requerida], así como las versiones de «Muriendo de amor» y «Hasta la raíz», esta última interpretada originalmente por Natalia Lafourcade,[cita requerida]pero la vida de Sinchi cambiaría por completo cuando en una entrevista contó que su padre, producto de un accidente automovilístico, además de la depresión y ansiedad que la aquejaba.En aquella época contraería una relación con el cantante de cumbia y compañero de grupo Jorge Chapa, con quién tiene un hijo.
Tras el éxito de su carrera artística y casi nueve años de actividad, Sinchi anunció su retiro del conjunto musical en marzo de 2023. La razón de su salida fue para darle más tiempo a su vida personal y emprender su carrera por su cuenta.

### 2023-presente: Etapa solista
En mayo de 2023, anunció su faceta como solista fundando su propio grupo musical Nickol Sinchi & Orquesta bajo el apelativo de La Princesa Inca De La Cumbia Peruana, la cual fue presentada en un concierto en Villa El Salvador y televisado para el programa musical Domingos de fiesta del canal estatal TV Perú.
Seguidamente, en julio de ese año prestó su colaboración con la productora Michelle Alexander para integrar la obra musical La esquina de la cumbia como participación especial compartiendo con  los cantantes Tommy Portugal, Brunella Torpoco, Pedro Loli, Estrella Torres, Christian Domínguez y el personaje ficticio León Zárate de la telenovela Luz de luna, interpretado por el actor André Silva.En agosto, Sinchi lanza la versión de «Premonición» como tema debut en solitario.Para octubre del mismo año Sinchi lanzó su primer tema inédito «Ahora vuelves a mi» 

## Discografía

### Álbumes con Corazón Serrano
- 2014: Gran colección de éxitos
- 2014: Pacaipampa - Piura
- 2015: Late más fuerte
- 2016: No deja de latir
- 2016: Que viva el amor
- 2017: Volverás
- 2018: Primicias 2018
- 2018: En vivo en Piura
- 2018: Un angelito más
- 2021: Tan solo tú
- 2023: 30 años

#### Canciones
- «Vuelve»
- «Mix Díganle»
- «Mejor estar sin ti»[16]
- «Malo muy malo»[6]
- «Muriendo de amor» (Nueva versión)
- «Hasta la raíz» (Versión cumbia)
- «Amarte ha sido en vano»[17]
- «Como pude enamorarme»
- «No me pregunten más»
- «Tú por tu camino»
- «Aún te sigo amando»[7]
- «Tu boda y yo»
- «Con ron y limón»
- «El fuego de nuestro amor»

### Álbum en solitario
- 2023: Nickol Sinchi & Orquesta

#### Canción
- «Premonición»
- «Ahora vuelves a mi»[18]
- «Nostalgia»
- «Y que de mi»
- «Mix Ráfaga»
- «Hasta la raíz»
- «Mix Corazón»
- «Mix Díganle»
- «Mix Muriendo de amor»